# بخش سنگلی
بخش سنگلی (به انگلیسی: Sangli district) یک منطقهٔ مسکونی در هند است که در بخش پون واقع شده‌است. بخش سنگلی ۸٬۵۷۸ کیلومتر مربع مساحت و ۲٬۸۲۲٬۱۴۳ نفر جمعیت دارد.